# Ogygius obrieni
Ogygius obrieni (лат.) — ископаемый вид жесткокрылых насекомых рода Ogygius из семейства долгоносиков (Curculionidae). Обнаружены в эоценовом доминиканском янтаре (остров Гаити, Карибский бассейн, Северная Америка).

## Описание
Длина тела 2,6—2,9 мм, длина рострума 0,4—0,5 мм (он в 2,3 раза длиннее своей ширины). Тело плоское, вытянутое, коричневое, с короткими светлыми щетинками. Жгутик усика 7-члениковый. Пронотум, брюшко и надкрылья сплюснутые. Ноги длинные. Близок к современному роду Apotrepus Casey, 1892 из Северной Америки. Вид был впервые описан в 2015 году американским палеоэнтомологом Джорджем Пойнаром (George Poinar Jr; Department of Integrative Biology, Oregon State University, Корваллис, Орегон, США) и российским колеоптерологом Андреем Легаловым (Институт систематики и экологии животных СО РАН, Новосибирск, Россия) вместе с видами Dryotribus pedanus, Caulophilus elongatus, C. ruidipunctus, C. camptus и другими. Родовое название Ogygius происходит от слова Ogyges (Огиг, мифический правитель города Фивы), а вид назван в честь Чарлза О’Брайена (Charles W. O’Brien) за его вклад в изучение американских жуков-долгоносиков.